# Jan Mlakar
Jan Mlakar (sinh 23 tháng 10 năm 1998) là một cầu thủ bóng đá Slovenia thi đấu ở vị trí tiền đạo cho Pisa.

## Thống kê sự nghiệp

### Câu lạc bộ
Tính đến ngày 28 tháng 5 năm 2023
| Club                       | Season       | League                | League | League | National cup | National cup | League cup | League cup | Continental | Continental | Other | Other | Total | Total |
| Club                       | Season       | Division              | Apps   | Goals  | Apps         | Goals        | Apps       | Goals      | Apps        | Goals       | Apps  | Goals | Apps  | Goals |
| -------------------------- | ------------ | --------------------- | ------ | ------ | ------------ | ------------ | ---------- | ---------- | ----------- | ----------- | ----- | ----- | ----- | ----- |
| Fiorentina                 | 2016–17      | Serie A               | 1      | 0      | 0            | 0            | —          | —          | 0           | 0           | —     | —     | 1     | 0     |
| Venezia (loan)             | 2017–18      | Serie B               | 3      | 0      | 1            | 0            | —          | —          | —           | —           | —     | —     | 4     | 0     |
| Maribor                    | 2017–18      | Slovenian PrvaLiga    | 12     | 3      | —            | —            | —          | —          | —           | —           | —     | —     | 12    | 3     |
| Maribor                    | 2018–19      | Slovenian PrvaLiga    | 26     | 13     | 3            | 1            | —          | —          | 3           | 0           | —     | —     | 32    | 14    |
| Maribor                    | Total        | Total                 | 38     | 16     | 3            | 1            | 0          | 0          | 3           | 0           | 0     | 0     | 44    | 17    |
| Brighton & Hove Albion     | 2019–20      | Premier League        | 0      | 0      | 0            | 0            | 0          | 0          | —           | —           | —     | —     | 0     | 0     |
| Queens Park Rangers (loan) | 2019–20      | Championship          | 6      | 0      | 0            | 0            | 2          | 0          | —           | —           | —     | —     | 8     | 0     |
| Wigan Athletic (loan)      | 2019–20      | Championship          | 1      | 0      | 0            | 0            | 0          | 0          | —           | —           | —     | —     | 1     | 0     |
| Maribor (loan)             | 2020–21      | Slovenian PrvaLiga    | 32     | 14     | 2            | 1            | —          | —          | 1           | 0           | —     | —     | 35    | 15    |
| Hajduk Split               | 2021–22      | Croatian First League | 27     | 7      | 4            | 0            | —          | —          | 2           | 0           | —     | —     | 33    | 7     |
| Hajduk Split               | 2022–23      | Croatian League       | 33     | 11     | 5            | 3            | —          | —          | 2           | 0           | 1     | 0     | 41    | 14    |
| Hajduk Split               | Total        | Total                 | 60     | 18     | 9            | 3            | 0          | 0          | 4           | 0           | 1     | 0     | 74    | 21    |
| Career total               | Career total | Career total          | 141    | 48     | 15           | 5            | 2          | 0          | 8           | 0           | 1     | 0     | 167   | 53    |

1. 1 2  Appearance(s) in UEFA Europa League
2. 1 2  Appearance(s) in UEFA Conference League
3. ↑  Appearance(s) in Croatian Super Cup

### Quốc tế
Tính đến ngày 8 tháng 6 năm 2024
| Đội tuyển quốc gia | Năm  | Trận | Bàn |
| ------------------ | ---- | ---- | --- |
| Slovenia           | 2021 | 5    | 1   |
| Slovenia           | 2022 | 1    | 0   |
| Slovenia           | 2023 | 8    | 2   |
| Slovenia           | 2024 | 3    | 1   |
| Tổng               | Tổng | 17   | 3   |

Bàn thắng và kết quả của Slovenia được để trước.
| # | Ngày                | Địa điểm                                                    | Số trận | Đối thủ    | Bàn thắng | Kết quả | Giải đấu                 |
| - | ------------------- | ----------------------------------------------------------- | ------- | ---------- | --------- | ------- | ------------------------ |
| 1 | 4 tháng 6 năm 2021  | Sân vận động Bonifika, Koper, Slovenia                      | 2       | Gibraltar  | 4–0       | 6–0     | Giao hữu                 |
| 2 | 10 tháng 9 năm 2023 | Sân vận động Olimpico di San Marino, Serravalle, San Marino | 10      | San Marino | 2–0       | 4–0     | Vòng loại UEFA Euro 2024 |
| 3 | 4 tháng 6 năm 2024  | Sân vận động Stožice, Ljubljana, Slovenia                   | 17      | Armenia    | 1–0       | 2–1     | Giao hữu                 |